# Fritz Peretti
Fritz Peretti (* 7. Februar 1895 in Mülheim an der Ruhr; † 11. Dezember 1978 in Düsseldorf) war ein deutscher Bildhauer.

## Leben
Als Sohn eines Arztes wuchs Fritz Peretti in Mülheim an der Ruhr auf. Die Freundschaft zu seinen Mitschülern Otto Pankok und Werner Gilles bestärkte ihn in den Wunsch, mit Kunst seinen Lebensunterhalt zu verdienen. Nachdem er 1914 am Staatlichen Gymnasium sein Abitur bestanden hatte, studierte Peretti auf Drängen seiner Eltern zunächst Rechtswissenschaft an der Universität München. Nebenher besuchte er heimlich eine private Bildhauerschule, um dann sein Jurastudium ganz aufzugeben und an die Kunstakademie nach Weimar wechseln. Von 1920 bis 1923 war er als Schüler von Walter Gropius am neugegründeten Bauhaus tätig. Nachdem er einige Jahre seinen Lebensunterhalt als freier Bildhauer in Berlin und Frankfurt verdient hatte, zog er 1930 nach Düsseldorf und ließ sich dort in der Künstlersiedlung Golzheim nieder, wo er von 1937 bis ca. 1972 das Atelier 10 im Atelierhaus an der Franz-Jürgens-Straße 12 bewohnte. Die Stadt Düsseldorf verlieh ihm 1953 den Cornelius-Preis, das Mülheimer Kunstmuseum widmete ihm zwischen 1934 und 1965 mehrere Ausstellungen. Er starb 1978 im Alter von 83 Jahren.